# ガリー・バレンシアーノ
ガリー・バレンシアーノ（Gary Valenciano、1964年8月6日 - ）は、フィリピンの歌手、俳優、ダンサー。ニックネームはGary V.（ガリーヴィー）、またコンサートなどで見せるエネルギー溢れるダンスパフォーマンスからMr. Pure Energyとも称される。

## 人物
1964年8月6日、マニラ市サンタ・メサ地区でフィリピン人の父親とプエルトリコ系の母親との間に生まれる。 
歌手のAngeli Pangilinanと結婚し、3人の子供はいずれも音楽関係の仕事に就いている。

若年性の糖尿病を抱えている。 1997年よりユニセフ親善大使。

## 経歴
1978年にローカルＣＭで初めてテレビ出演し、1983年より歌手としての活動を本格的に開始した。これまで26枚のアルバムを発表し、プラチナディスク5枚、ダブル・プラチナ4枚、トリプル・プラチナ3枚とセクセタプル（6倍）プラチナ2枚の認定を受けるなど、大きなセールスを記録している。
（なおアルバムタイトルの一覧や主なヒット曲また音楽賞の受賞歴について、英語版により詳しい記述がある）

俳優としては1984年の『Hotshots』が映画デビュー作で、その後も数々の作品に出演している。

### 日本での活動
1990年、第41回NHK紅白歌合戦に出場。1992年に日本国内ではデビューアルバムとなる『ダンシン・イン・ザ・ムーンライト』が東芝EMIより発売された。 また1996年のフィリピン大使館主催イベントでのコンサートなど、来日公演も行っている。